# Ettore Marchi
Ettore Marchi (Gubbio, 6 novembre 1985) è un calciatore italiano, attaccante del Castel del Piano.

## Caratteristiche tecniche
Attaccante duttile, parla di sé come di un elemento capace di svariare su tutto il fronte offensivo, preferendo comunque giocare da esterno.

## Carriera
Cresciuto nel Gubbio, società che ha anche affrontato più volte in carriera, il 31 gennaio 2007 è stato acquistato dalla Triestina che l'ha poi girato in prestito nella stagione 2007-2008 alla Sangiovannese, nel 2008-2009 al Bellaria e nel 2009-2010 al Portogruaro; con la squadra granata ottiene la promozione in Serie B al termine del vittorioso campionato di Prima Divisione.
Nella stagione 2010-2011 è titolare nella Triestina, collezionando 36 presenze e 6 gol nel campionato cadetto. Il 3 agosto 2011 è stato acquistato dal Sassuolo, sempre in Serie B. Dopo una stagione in Emilia, il 27 giugno 2012 firma per il Benevento dove rimane anche qui per un'annata, per poi passare a titolo definitivo il 12 agosto 2013 alla Pro Vercelli nello scambio che porta Matteo Di Piazza a rivestire la maglia giallorossa.. Il 2 aprile 2015, nella sfida interna contro il Vicenza, riporta una frattura biossea esposta all'avambraccio sinistro, costringendolo a uno stop di circa tre mesi. Il 18 luglio 2016 viene ceduto a titolo definitivo alla Reggiana, squadra militante in Lega Pro.
Nel luglio 2017 fa ritorno dopo undici anni al Gubbio, rimanendo in Umbria per il successivo anno e mezzo. Il 7 gennaio 2019 si trasferisce al Monza con cui milita in Serie C a cavallo di due stagioni. Il 21 gennaio 2020 viene ceduto in prestito alla Juventus U23, nell'ambito dello scambio che porta Dany Mota Carvalho in Brianza; con la seconda squadra bianconera vince la Coppa Italia di Serie C.
Terminato il prestito fa ritorno al Monza, salvo poi essere ceduto a titolo definitivo alla Vis Pesaro il 12 agosto 2020.
Il 24 luglio 2021, dopo aver segnato 4 reti in 29 presenze con la Vis Pesaro, si trasferisce alla Fermana.

## Statistiche

### Presenze e reti nei club
Statistiche aggiornate al 10 maggio 2022.
| Stagione                    | Squadra                     | Campionato                  | Campionato | Campionato | Coppe nazionali | Coppe nazionali | Coppe nazionali | Coppe continentali | Coppe continentali | Coppe continentali | Altre coppe | Altre coppe | Altre coppe | Totale | Totale |
| Stagione                    | Squadra                     | Comp                        | Pres       | Reti       | Comp            | Pres            | Reti            | Comp               | Pres               | Reti               | Comp        | Pres        | Reti        | Pres   | Reti   |
| --------------------------- | --------------------------- | --------------------------- | ---------- | ---------- | --------------- | --------------- | --------------- | ------------------ | ------------------ | ------------------ | ----------- | ----------- | ----------- | ------ | ------ |
| 2003-2004                   | Gubbio                      | C2                          | 23         | 3          | CI-C            | 0               | 0               | -                  | -                  | -                  | -           | -           | -           | 23     | 3      |
| 2004-2005                   | Gubbio                      | C2                          | 16         | 1          | CI-C            | 0               | 0               | -                  | -                  | -                  | -           | -           | -           | 16     | 1      |
| 2005-2006                   | Gubbio                      | C2                          | 28         | 8          | CI-C            | 0               | 0               | -                  | -                  | -                  | -           | -           | -           | 28     | 8      |
| 2006-2007                   | Triestina                   | B                           | 0          | 0          | CI              | 0               | 0               | -                  | -                  | -                  | -           | -           | -           | 0      | 0      |
| 2007-2008                   | Sangiovannese               | C1                          | 15         | 0          | CI-C            | 0               | 0               | -                  | -                  | -                  | -           | -           | -           | 15     | 0      |
| gen.-giu. 2008              | Bellaria                    | C2                          | 11         | 2          | CI              | 0               | 0               | -                  | -                  | -                  | -           | -           | -           | 11     | 2      |
| 2008-2009                   | Bellaria                    | 2D                          | 32         | 11         | CI-LP           | 0               | 0               | -                  | -                  | -                  | -           | -           | -           | 34     | 22     |
| Totale Bellaria Igea Marina | Totale Bellaria Igea Marina | Totale Bellaria Igea Marina | 43         | 13         |                 | 0               | 0               |                    | -                  | -                  |             | -           | -           | 37     | 3      |
| 2009-2010                   | Portogruaro                 | 1D                          | 30         | 8          | CI-LP           | 0               | 0               | -                  | -                  | -                  | SL-1D       | 2           | 0           | 32     | 8      |
| 2010-2011                   | Triestina                   | B                           | 36         | 6          | CI              | 1               | 0               | -                  | -                  | -                  | -           | -           | -           | 37     | 6      |
| 2011-2012                   | Sassuolo                    | B                           | 29         | 5          | CI              | 1               | 0               | -                  | -                  | -                  | -           | -           | -           | 30     | 5      |
| 2012-2013                   | Benevento                   | 1D                          | 30         | 5          | CI+CI-LP        | 2+2             | 0+1             | -                  | -                  | -                  | -           | -           | -           | 34     | 6      |
| 2013-2014                   | Pro Vercelli                | 1D                          | 29+5       | 14+3       | CI+CI-LP        | 0               | 0               | -                  | -                  | -                  | -           | -           | -           | 34     | 17     |
| 2014-2015                   | Pro Vercelli                | B                           | 31         | 17         | CI              | 1               | 0               | -                  | -                  | -                  | -           | -           | -           | 32     | 17     |
| 2015-2016                   | Pro Vercelli                | B                           | 41         | 4          | CI              | 1               | 0               | -                  | -                  | -                  | -           | -           | -           | 42     | 4      |
| Totale Pro Vercelli         | Totale Pro Vercelli         | Totale Pro Vercelli         | 101+5      | 38         |                 | 2               | 0               |                    | -                  | -                  |             | -           | -           | 108    | 38     |
| 2016-2017                   | Reggiana                    | LP                          | 23+6       | 0+0        | CI-LP           | 2               | 1               | -                  | -                  | -                  | -           | -           | -           | 31     | 1      |
| 2017-2018                   | Gubbio                      | C                           | 33         | 13         | CI-C            | 2               | 0               | -                  | -                  | -                  | -           | -           | -           | 35     | 13     |
| 2018-gen. 2019              | Gubbio                      | C                           | 19         | 5          | CI-C            | 2               | 1               | -                  | -                  | -                  | -           | -           | -           | 21     | 6      |
| Totale Gubbio               | Totale Gubbio               | Totale Gubbio               | 119        | 30         |                 | 4               | 1               |                    | -                  | -                  |             | -           | -           | 123    | 31     |
| gen.-giu. 2019              | Monza                       | C                           | 16+4       | 2+1        | CI+CI-C         | 0+4             | 0+1             | -                  | -                  | -                  | -           | -           | -           | 24     | 4      |
| 2019-gen. 2020              | Monza                       | C                           | 12         | 2          | CI+CI-C         | 1+2             | 0+2             | -                  | -                  | -                  | -           | -           | -           | 15     | 4      |
| Totale Monza                | Totale Monza                | Totale Monza                | 28+4       | 4+1        |                 | 7               | 3               |                    | -                  | -                  |             | -           | -           | 36     | 6      |
| gen.-giu. 2020              | Juventus U23                | C                           | 6+2        | 3          | CI-C            | 1               | 1               | -                  | -                  | -                  | -           | -           | -           | 9      | 4      |
| 2020-2021                   | Vis Pesaro                  | C                           | 29         | 4          | CI-C            | -               | -               | -                  | -                  | -                  | -           | -           | -           | 29     | 4      |
| 2021-2022                   | Fermana                     | C                           | 31+1       | 2          | CI-C            | 1               | 1               | -                  | -                  | -                  | -           | -           | -           | 33     | 3      |
| Totale carriera             | Totale carriera             | Totale carriera             | 512+18     | 119        |                 | 23              | 8               |                    | -                  | -                  |             | 2           | 0           | 563    | 127    |

## Palmarès
- Lega Pro Prima Divisione: 1

Portogruaro: 2009-2010 (girone B)
- Coppa Italia Serie C: 1

Juventus U23: 2019-2020